# Эдвардс, Роберт Джеффри
Ро́берт Дже́ффри Э́двардс (англ. Robert Geoffrey Edwards; 27 сентября 1925 — 10 апреля 2013) — британский учёный-физиолог, лауреат Нобелевской премии по физиологии и медицине за 2010 год с формулировкой «за разработку технологии искусственного оплодотворения».
Член Лондонского королевского общества (1984).

## Биография
Родился 27 сентября 1925 года в Батли (близ Лидса, Англия). 
После окончания средней школы служил в британской армии. Принимал участие во Второй мировой войне. После демобилизации учился в Бангорском университете (город Бангор, графство Гуинет, Северный Уэльс), затем — в Эдинбургском университете. В 1955 году получил звание доктора философии за диссертационную работу в области эмбрионального развития мышей. С 1958 года работал в Национальном институте медицинских исследований в Лондоне, где инициировал изучение проблемы человеческого оплодотворения. В 1963 году переехал в Кембридж. Там совместно с Патриком Степто открыл первый в мире центр экстракорпорального оплодотворения.
Умер 10 апреля 2013 года в Великобритании в возрасте 87 лет.

## Награды
- 1989 — Международная премия короля Фейсала
- 2001 — Премия Ласкера-Дебейки по клиническим медицинским исследованиям «за развитие экстракорпорального оплодотворения — технологии, которая произвела революцию в борьбе с бесплодием»[10]
- 2007 — занял 26-е место в списке 100 величайших ныне живущих гениев по версии «Daily Telegraph»[11]
- 2010 — Нобелевская премия по физиологии и медицине[8]